# Samtgemeinde Land Wursten
Die Samtgemeinde Land Wursten war eine Samtgemeinde im niedersächsischen Landkreis Cuxhaven. In ihr hatten sich sieben Gemeinden zur Erledigung ihrer Verwaltungsgeschäfte zusammengeschlossen. Der Verwaltungssitz der Samtgemeinde befand sich in Dorum. Das Gebiet der Samtgemeinde umfasste eine Fläche von 116,64 km² und hatte zum 31. Dezember 2014 eine Einwohnerzahl von 9580.

## Geografie

### Lage
Die Samtgemeinde Land Wursten liegt in der Landschaft Land Wursten an der Nordseeküste zwischen Bremerhaven und Cuxhaven. Sie besteht im Wesentlichen aus Marschland. Das Gemeindegebiet liegt zwischen 0 und 21 m ü. NHN.

### Samtgemeindegliederung
Die Samtgemeinde Land Wursten wurde zur Gebietsreform in Niedersachsen am 1. März 1974 gebildet und bestand aus den folgenden sieben Mitgliedsgemeinden:
| Gemeinde        | km²   | Einwohner |
| --------------- | ----- | --------- |
| 1. Cappel       | 08,25 | 703       |
| 2. Dorum        | 24,31 | 38370     |
| 3. Midlum       | 30,75 | 16840     |
| 4. Misselwarden | 10,32 | 412       |
| 5. Mulsum       | 08,43 | 543       |
| 6. Padingbüttel | 09,42 | 480       |
| 7. Wremen       | 25,16 | 19210     |

### Nachbargemeinden
|  | Nordholz                                    |              |
|  | Kompassrose, die auf Nachbargemeinden zeigt |              |
|  |                                             | Stadt Langen |

## Geschichte
Wursten ist historisch ein Teil Frieslands. Anders als die friesischen Dialekte in Nordfriesland oder im Saterland ist die wurtfriesische Sprache in Wursten ausgestorben, konnte sich jedoch wegen der Randlage des Landstrichs länger halten als in den meisten anderen Gebieten des östlichen Frieslands.
- Zur Geschichte der Region vor 1866 → Siehe auch: Geschichte von Hadeln und Wursten
- Zur Geschichte der Region nach 1866 → Siehe auch: Geschichte des Landkreises Cuxhaven

### Eingemeindungen/Fusion
Die Samtgemeinde fusionierte am 1. Januar 2015 mit der Gemeinde Nordholz und bildet seitdem die Einheitsgemeinde Wurster Nordseeküste.

### Einwohnerentwicklung
| Jahr      | 1975  | 1980  | 1985  | 1990  | 1995  | 2000  | 2005  | 2010  | 2014  |
| --------- | ----- | ----- | ----- | ----- | ----- | ----- | ----- | ----- | ----- |
| Einwohner | 7820  | 7822  | 7386  | 8013  | 8266  | 9224  | 9722  | 9573  | 9580  |
| Quelle    | [ 3 ] | [ 3 ] | [ 3 ] | [ 3 ] | [ 3 ] | [ 3 ] | [ 3 ] | [ 3 ] | [ 1 ] |

jeweils zum 31. Dezember
|  |

## Politik

### Samtgemeinderat

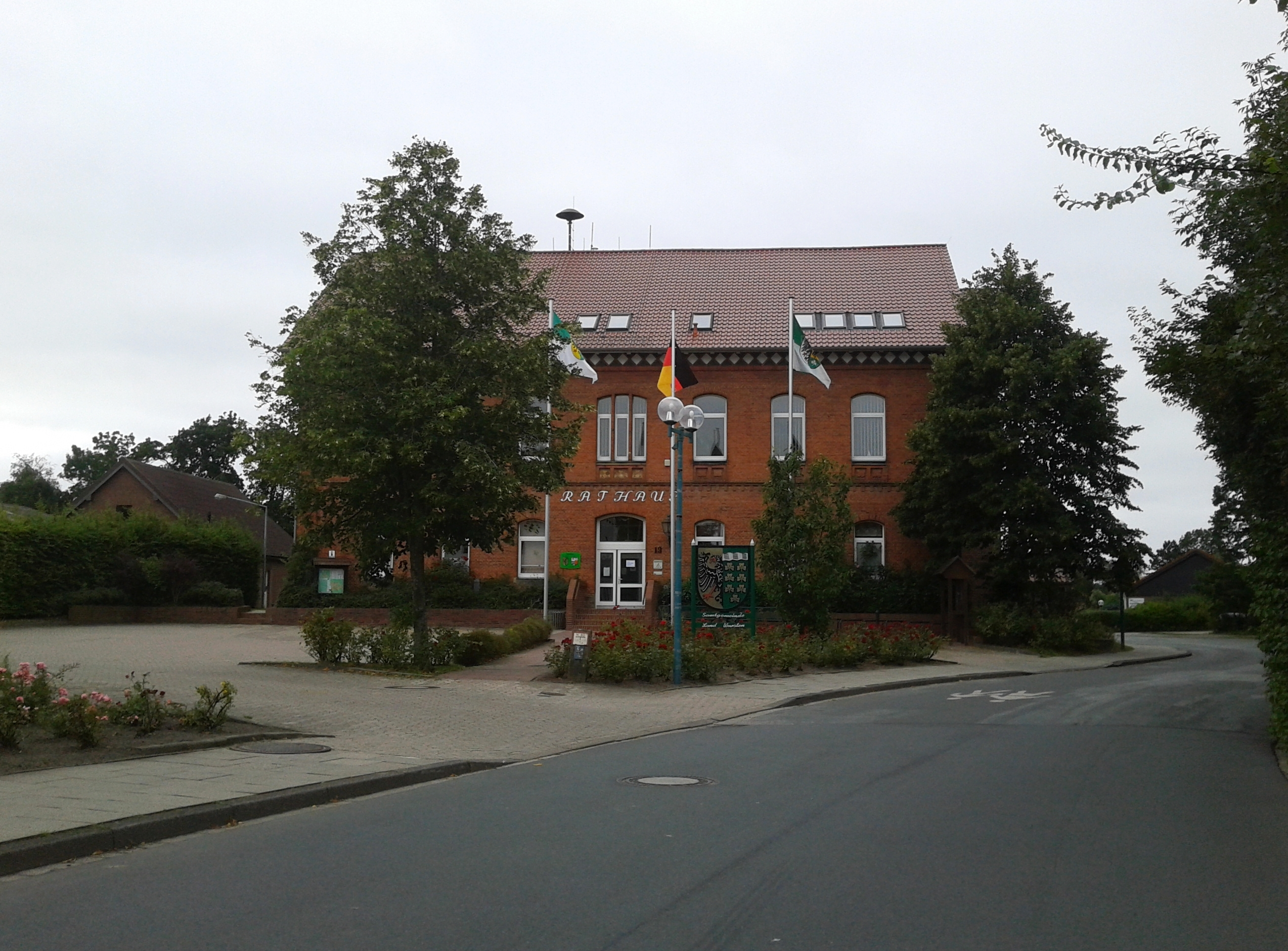
Rathaus in Dorum

Der Rat der Samtgemeinde Land Wursten bestand aus 24 Ratsfrauen und Ratsherren. Dies ist die festgelegte Anzahl für eine Samtgemeinde mit einer Einwohnerzahl zwischen 9001 und 10.000 Einwohnern. Die Ratsmitglieder wurden durch eine Kommunalwahl für jeweils fünf Jahre gewählt. Die aktuelle Amtszeit begann am 1. November 2011 und endete zur Samtgemeindeauflösung am 31. Oktober 2014.
Stimm- und sitzberechtigt im Rat der Samtgemeinde war außerdem der hauptamtliche Samtgemeindebürgermeister.
Die letzte Kommunalwahl am 11. September 2011 hatte das folgende Ergebnis:
- CDU: 10 Sitze
- SPD: 10 Sitze
- Gruppe Wurster Liste: 4 Sitze
- Die Linke: 1 Sitz

### Samtgemeindebürgermeister
Letzter hauptamtlicher Samtgemeindebürgermeister bis zur Auflösung war Wolfgang Neumann (SPD).
Bisherige Amtsinhaber
- 1974–1976, 1981–1985: Dr. Klaus Döhner (CDU), ehrenamtlicher Bürgermeister
- 1974–1981: Heinz Bohne, Samtgemeindedirektor
- 1976–1981, 1985–2001: Wolf-Dieter Lutz (SPD), ehrenamtlicher Bürgermeister
- 1981–1989: Burkhardt Melster, Samtgemeindedirektor
- 1990–2001: Wolfgang Neumann (SPD), Samtgemeindedirektor
- 2001–2014: Wolfgang Neumann (SPD), hauptamtlicher Bürgermeister

### Wappen
| Wappen von Samtgemeinde Land Wursten | Blasonierung: „Gespalten von Gold und Grün, rechts ein halber, rot-bewehrter, schwarzer Adler, links unter silbernem Wellenbalken sieben goldene Kleeblätter, 2/2/2/1 angeordnet.“ |
| Wappen von Samtgemeinde Land Wursten | Wappenbegründung: Der halbe Adler, der sich in vielen friesischen Wappen findet, weist auf die Hoheitsrechte des friesischen Landes Wursten, der Wellenbalken auf die Flüsse und Wassergräben hin. Die grüne Fläche steht für die Marsch. Die Kleeblätter sind Sinnbilder der Landwirtschaft. Ihre Anzahl deutet auf den Zusammenschluss der sieben Gemeinden zur Samtgemeinde Land Wursten hin. |

### Gemeindepartnerschaften
Seit dem 5. Mai 2005 bestand mit der Stadt Ploeren (Frankreich) in der Bretagne, nahe Vannes, eine Partnerschaft. Die Partnerschaft wird seit der Auflösung der Samtgemeinde Land Wursten von der Gemeinde Wurster Nordseeküste weitergeführt.
Eine Patenschaft besteht seit dem 1. Mai 2003 mit der 3. Fliegenden Staffel des Marinefliegergeschwaders 3 „Graf Zeppelin“ in Nordholz.

## Kultur und Sehenswürdigkeiten

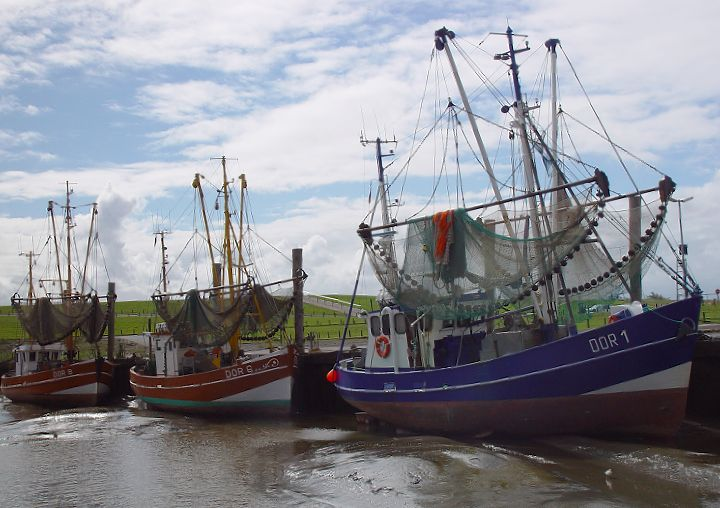
Krabbenkutter in Dorum-Neufeld

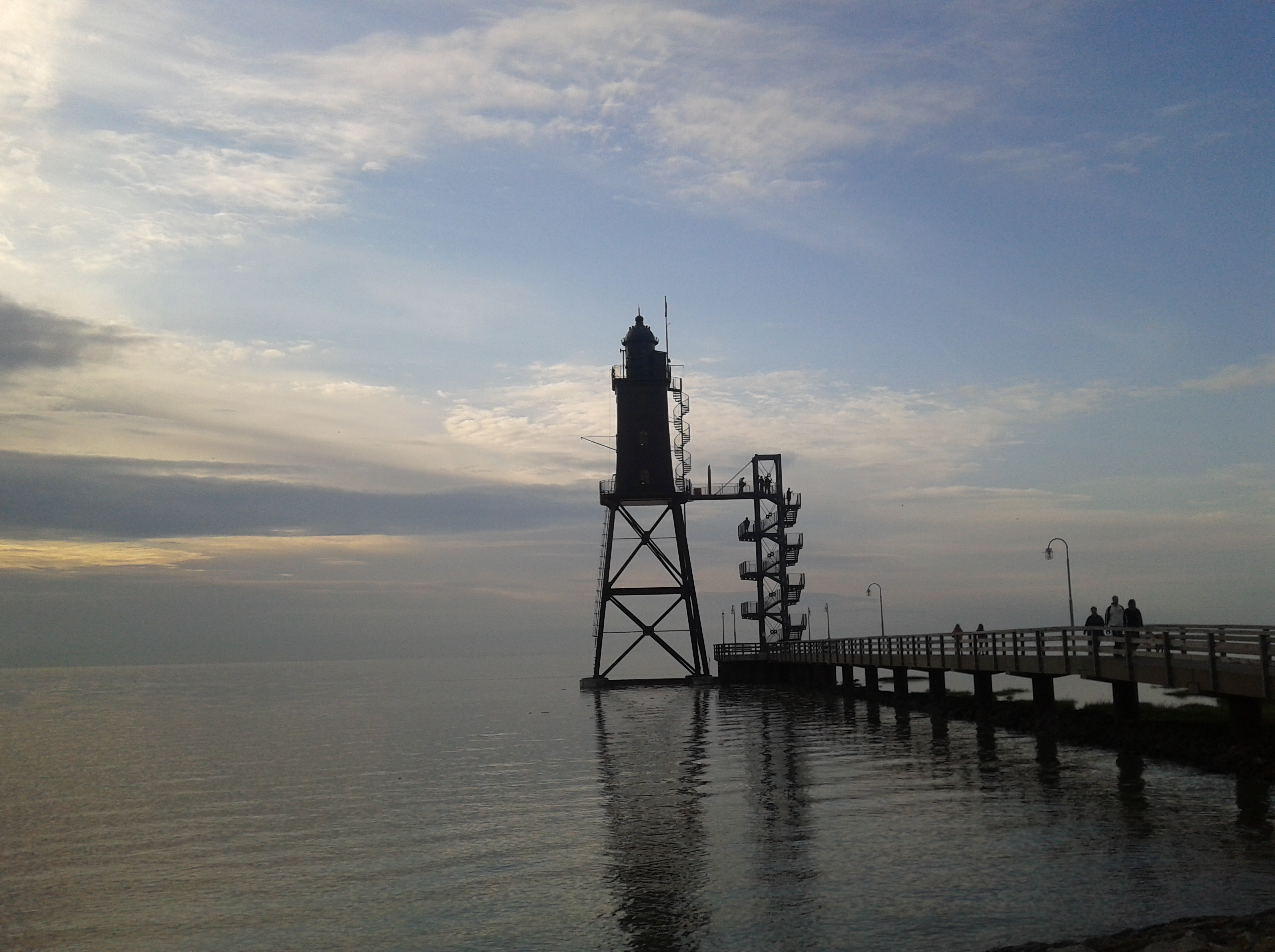
Leuchtturm Obereversand

- der Nationalpark mit dem Nationalpark-Haus in Dorum-Neufeld
- die Kutterhäfen Dorum und Wremen mit neun bis zehn Liegeplätzen
- das Museum für Wattenfischerei in Wremen, Wurster Landstraße 118
- das Niedersächsische Deichmuseum in Dorum, Poststraße 16
- das Kuriose Muschel-Museum in Wremen, Rosenstraße 4
- Der Leuchtturm Obereversand steht erst seit 2003 am Kutterhafen Dorum
- Der Leuchtturm Kleiner Preuße von 2005 stand schon von 1906 bis 1930 beim Kutterhafen Wremer Tief
- Windmühle Midlum als Galerie-Holländer von 1857
- Windmühle Nordholz als Galerie-Holländer von 1863 oder 1875
- Alle sieben Gemeinden haben auf einer Wurt stehende Kirchen. Die romanischen und gotischen, früheren Wehrkirchen stammen aus dem 12. bzw. 13. Jahrhundert
  - Die St.-Peter-und-Paul-Kirche in Cappel stammte aus dem 13. Jahrhundert und wurde nach einem Brand 1815/16 durch einen klassizistischen Saalbau ersetzt unter Einbeziehung alter Bauteile und des Westturmes
  - Die St.-Urbanus-Kirche in Dorum stammt aus dem 13. Jahrhundert
  - Die St.-Pankratii-Kirche in Midlum aus Feldsteinen, stammt aus dem 12. Jahrhundert
  - Die St.-Katharinen-Kirche in Misselwarden ist ein einschiffiger Backsteinbau aus dem 13. Jahrhundert mit einem quadratischen Westturm (um 1500)
  - Die Marien-Kirche in Mulsum – ein massiver Felssteinbau – wurde um 1250 erbaut
  - Die St.-Matthäus-Kirche in Padingbüttel wurde am Ende des 13. Jahrhunderts als Saalbau mit eingezogenem Chor errichtet. Bemerkenswert ist der gotische Flügelaltar (um 1480)
  - Die Willehadi-Kirche in Wremen ist eine Wehrkirche aus der Zeit um 1200 und damit die älteste Kirche im Land Wursten

## Wirtschaft und Infrastruktur

### Wirtschaft
Wirtschaftlich war die Samtgemeinde Land Wursten stark auf den Tourismus ausgerichtet. Sie war eines der Zentren des Tourismus im sogenannten Cuxland.

### Öffentliche Einrichtungen
Allgemein
- Rathaus Samtgemeinde Land Wursten in Dorum, Westerbüttel 13
- Freiwillige Feuerwehr Land Wursten mit Ortsfeuerwehren in Cappel, Dorum, Midlum, Misselwarden, Mulsum, Padingbütte und Wremen
- Polizeistation Dorum, Speckenstraße 25

Schulen
- Deichgraf Johans Grundschule Dorum, Poststraße 16
- Grundschule Midlum, Hinter der Lieth 1
- Tjede-Peckes-Grundschule Wremen, Wurster Landstraße 99
- Oberschule Dorum, Alsumerstraße 15
- Gymnasium Wesermünde in Bremerhaven
- Volkshochschule in Langen

Soziales
- Kindergärten in Dorum, Cappel, Midlum, Padingbüttel und Wremen
- Freizeitstätte in Dorum, Midlum und Wremen
- DRK-Pflegeheim Dorum, Käthe-Ring-Straße 1
- Seniorenheim Haus Eden, Wremen, Wurster Landstraße 103

Kirchen, Kirchgemeinden
- Ev.-Luth. Kirchengemeinden
  - St.-Peter-und-Paul-Kirche, Cappel, Arp-Schnittger-Straße
  - St.-Urbanus-Kirche, Dorum, Pfarramt 1, Speckenstraße 5
  - St.-Pankratii-Kirche, Midlum, Pfarramt, Kirchpfad 5
  - St.-Katharinen-Kirche, Misselwarden, Pfarramt in Wremen
  - St.-Marien-Kirche, Mulsum, Pfarramt in Wremen
  - St.-Matthäus-Kirche, Padingbüttel, Speckenstraße 5
  - St.-Willehadi-Kirche, Wremen, Pfarramt, Lange Straße 23
- Neuapostolische Kirche

### Verkehr
Wremen und Dorum sind Bahnhaltestellen an der Bahnstrecke Bremerhaven–Cuxhaven. Bei den Fahrkarten wird der Gemeinschaftstarif des Verkehrsverbundes Bremen/Niedersachsen angewendet.
Die Samtgemeinde konnte in Nord-Süd-Richtung erreicht werden über die Bundesautobahn 27, Anschlussstellen Nordholz und Neuenwalde sowie über die Landesstraße 135 von Cuxhaven oder von Bremerhaven. Von Holßel führt die Landesstraße 119 westlich nach Dorum.

## Sagen und Legenden
Land Wursten:
- Vom Bau des Wurster Seedeichs
- Das Adlerwappen / Vom Adlerwappen der Wurster[6]
- Der starke Friese
- Die Teufelsscheune
- Alle Schuld rächt sich auf Erden
- Vom Kind und der Katz
- Knechtsand

(Quelle:)
Weitere Sagen und Legenden siehe unter den Mitgliedsgemeinden der ehemaligen Samtgemeinde:
| - Cappel - Dorum - Midlum - Misselwarden | - Mulsum - Padingbüttel - Wremen |